# Stazione meteorologica di Piazza Armerina
La stazione meteorologica di Piazza Armerina è la stazione meteorologica di riferimento relativa alla località di Piazza Armerina.

## Coordinate geografiche
La stazione meteo si trova nell'Italia insulare, in Sicilia, in provincia di Enna, nel comune di Piazza Armerina, a 710 metri s.l.m. e alle coordinate geografiche 37°23.27′N 14°22.42′E.

## Dati climatologici
In base alla media trentennale di riferimento 1961-1990 la temperatura media del mese più freddo, gennaio, si attesta a +6,8 °C; quella del mese più caldo, agosto, è di +24,7 °C.
| Piazza Armerina    | Mesi | Mesi | Mesi | Mesi | Mesi | Mesi | Mesi | Mesi | Mesi | Mesi | Mesi | Mesi | Stagioni | Stagioni | Stagioni | Stagioni | Anno |
| Piazza Armerina    | Gen  | Feb  | Mar  | Apr  | Mag  | Giu  | Lug  | Ago  | Set  | Ott  | Nov  | Dic  | Inv      | Pri      | Est      | Aut      | Anno |
| ------------------ | ---- | ---- | ---- | ---- | ---- | ---- | ---- | ---- | ---- | ---- | ---- | ---- | -------- | -------- | -------- | -------- | ---- |
| T. max. media (°C) | 10,1 | 11,3 | 13,6 | 16,4 | 22,4 | 27,8 | 31,4 | 31,8 | 26,9 | 20,9 | 15,7 | 11,4 | 10,9     | 17,5     | 30,3     | 21,2     | 20,0 |
| T. min. media (°C) | 3,5  | 3,6  | 5,2  | 6,8  | 10,8 | 14,7 | 17,3 | 17,6 | 15,0 | 11,5 | 8,2  | 5,3  | 4,1      | 7,6      | 16,5     | 11,6     | 10,0 |